# Апштейн, Товий Мойсеевич
То́вий (Тевья, Тевье) Мойсеевич Апште́йн — киевский купец 1-й гильдии. Создатель и руководитель общества «Т. Апштейн и сыновья», владелец лесопильных заводов, председатель правления южнорусского общества «Арматур».

## Здания
Купцу принадлежали ряд зданий, среди них:
- Дом по ул. Спасская, 8, Киев (арх. В. Рыков)
- Дом по ул. Спасская, 12, Киев (арх. В. Рыков. Неоклассицизм)
- «Театр Т. М. Апштейна», по ул. Архитектора Кобелева, 5, Киев.
- В августе 1913 года Апштейн купил у полтавского купца Сергея Александровича Аршавского Дом плачущей вдовы (Лютеранская, № 23, Киев)

## Товий Апштейн и сыновья
Полными товарищами Торгового дома «Т. М. Апштейн и сыновья» были зарегистрированы «киевский 1-й гильдии купец Тевья Моисеевич Апштейн и сыновья Яков-Моисей и Соломон Тевьевичи Апштейны. Непосредственное правление и распоряжение делами товарищества предоставлено Якову-Моисею Тевьевичу Апштейну».

### Завод металлоизделий
Товий Апштейн основал фирму, торгующую металлическими изделиями, которую назвал «Товий Апштейн и сыновья». Её полным названием было: «Т. М. Апштейн и сыновья для железо-технической торговли и лесопромышленности». Фирма Товия Апштейна находилась на Подоле, в одноэтажном здании по улице Спасской № 12 (арх. Рыков; 1912 год).

С конца января 1918 года здесь находился штаб дивизиона Красного казачества (В. Примакова).

С февраля 1919 года тут находился молодёжный комсомольский клуб).

До недавнего времени в Киеве ещё можно было встретить канализационные люки с надписью «Апштейн, Киев». Последний находился на улице Шота Руставели и был украден в 2006 году.

### Кожевенный завод
Товий так же основал завод по производству кожи, который находился на Куреневке и назывался «Апштейн и сыновья». Здесь работало 280 человек. В июне 1919 года завод был отобран советской властью.

## Семья
- Жена — Груня Иосифовна Апштейн (урожд. Еллисон) (1856 — 10 января 1927, Варшава)[6]